# Paweł Dylewski
Paweł Dylewski (ur. 22 grudnia 1965 w Płocku) – polski piłkarz, zdobywca brązowego medalu na 4. Mistrzostwach Europy U18 w ZSRR w 1984.